# Kemično ravnovesje
Kemično ravnovesje je stanje reverzibilne kemične reakcije, v katerem sta hitrosti nastajanja produktov iz reaktantov in reaktantov iz produktov enaki. To seveda ne pomeni, da se je v ravnovesju proces ustavil.  Reakciji v obeh smereh še vedno potekata, koncentracije vseh udeležencev pa se s časom nič več ne spreminjajo, zato na sistemu kot celoti ni opaznih nobenih sprememb.  Takšno stanje se imenuje dinamično ravnovesje.

## Zgodovinski uvod
Pojem kemičnega ravnovesja se je razvil po Bertholletovem odkritju (1803), da so nekatere kemične reakcije reverzibilne, se pravi da potekajo tudi v obratno smer. V vseh reakcijskih zmeseh, ki so v ravnovesju, sta hitrosti reakcij v desno in nazaj enaki. Ravnovesje reverzibilne reakcije se v njenem zapisu nakaže s puščicama v obe smeri (⇌). Takšen zapis je leta 1884 predlagal nizozemski kemik van 't Hoff.
Če sta A in B reaktanta, S in T produkta, α, β, σ in τ pa njihovi stehiometrični koeficienti, se kemično ravnovesje zapiše kot:
α A + β B ⇌ σ S + τ T
Če so se skoraj vsi reaktanti pretvorili v produkte, govorimo, da je ravnovesje pomaknjeno "daleč v desno", in obratno: če je se je v produkte pretvorilo zelo malo reaktantov, govorimo, da je ravnovesje pomaknjeno "daleč v levo".
Guldberg in Waage (1865) sta Bertholletove ideje nadgradila  z zakonom o delovanju mas: 
{\displaystyle {\begin{aligned}{\text{hitrost reakcije v desno}}&=k_{+}{\ce {A}}^{\alpha }{\ce {B}}^{\beta }\\{\text{hitrost povratne reakcije}}&=k_{-}{\ce {S}}^{\sigma }{\ce {T}}^{\tau }\end{aligned}}}
pri čemer so A, B, S in  T aktivne mase reaktantov in produktov,  k+ in k− pa konstanti hitrosti.  Ker sta v ravnovesju obe hitrosti enaki, je:
{\displaystyle k_{+}\left\{{\ce {A}}\right\}^{\alpha }\left\{{\ce {B}}\right\}^{\beta }=k_{-}\left\{{\ce {S}}\right\}^{\sigma }\left\{{\ce {T}}\right\}^{\tau }}
Konstantno je tudi razmerje hitrosti, ki se imenuje ravnovesna konstanta:
{\displaystyle K_{c}={\frac {k_{+}}{k_{-}}}={\frac {\{{\ce {S}}\}^{\sigma }\{{\ce {T}}\}^{\tau }}{\{{\ce {A}}\}^{\alpha }\{{\ce {B}}\}^{\beta }}}}
Produkti po dogovoru tvorijo števec ulomka. Zakon o delovanju mas velja samo za enostopenjske reakcije, ki potekajo preko samo enega prehodnega stanja. Zakon ne velja na splošno, ker reakcije na splošno ne sledijo stehiometriji, ki sta jo predpostavila Guldberg in Waage. Potreben pogoj za nastanek ravnovesja sta enaki hitrosti reakcij v obeh smereh, kar pa ni dovolj za razlago, zakaj se ravnovesje vzpostavi.
Če ima konstanta ravnovesja zelo veliko vrednost, je ravnovesje pomaknjeno zelo v desno in v reakcijski zmesi prevladujejo produkti. Če ima konstanta zelo majhno vrednost, je ravnovesje pomaknjeno zelo v levo in v reakcijski zmesi prevladujejo reaktanti. Če je vrednost konstante približno 1, so v ravnovesni zmesi znatne koncentracije in reaktantov in produktov. 
Ravnovesna konstanta je kljub pomanjkljivi izpeljavi res konstanta, neodvisna od aktivnost udeležencev, odvisna pa je od temperature. Ta odvisnost je izražena z van 't Hoffovo enačbo:
{\displaystyle {\Bigl (}{\frac {\partial \ln K}{\partial T}}{\Bigr )}_{P}={\frac {\Delta _{R}H_{m}^{\circ }(T)}{RT^{2}}}}
v kateri so
- {\displaystyle K} konstanta ravnovesja
- {\displaystyle T} temperatura
- {\displaystyle \Delta _{R}H_{m}^{\circ }(T)} standardna molska reakcijska entalpija kot funkcija temperature
- {\displaystyle R} splošna plinska konstanta
- indeks P pomeni odvisnost pri konstantnem tlaku

Dodatek katalizatorja ima enak vpliv na hitrosti obeh reakcij, zato ne vpliva na konstanto ravnovesja.
Četudi so ravnovesne koncentracije na makroskopski ravni konstantne, na molekularni ravni še vedno potekajo. Primer:  ocetna kislina v vodni raztopini tvori  acetatne in hidronijeve ione:
CH3CO2H + H2O ⇌ CH
3CO−
2 + H3O+
V raztopini lahko proton (H+) preskoči z molekule ocetne kisline na molekulo vode in z nje na acetatni anion, pri čemer nastane nova molekula ocetne kisline, večina molekul ocetne kisline pa ostane nespremenjena. Ravnovesje je torej dinamično. Ravnovesje je, tako kot v drugi termodinamiki, statistični pojav, ki temelji na povprečju  mikroskopskih dogajanj.
Obnašanje uravnovešenega sistema ob spremembah reakcijskih pogojev obravnava Le Châtelierovo načelo (1884): dinamično ravnovesje se na motnjo odzove tako, da jo poskuša ublažiti. Če se v sistem doda na primer nekaj produkta S, bo njegov prebitek povečal hitrost reakcije v levo. Ravnovesje se bo pomaknilo toliko v levo, da bo ostala konstanta ravnovesja enaka.
Konstanta ravnovesja disociacije ocetne kisline v razredčenih vodnih raztopinah je izražena z naslednjo enačbo:
{\displaystyle K={\frac {\{{\ce {CH3CO2-}}\}\{{\ce {H3O+}}\}}{{\ce {\{CH3CO2H\}}}}}}
{H2O} je iz enačbe izpuščena, ker je voda topilo, katerega koncentracija je visoka in skoraj konstantna. Če se raztopini ocetne kisline doda mineralna kislina, se poveča koncentracija hidronijevih ionov {H3O+}. Iz enačbe je razvidno, da ostane ravnovesna konstanta nespremenjena samo tako, da  se zmanjša koncentracija {CH3CO2-} in poveča koncentracija  {CH3CO2H}. Dodatek mineralne kisline torej sproži reakcijo v levo.
J.W. Gibbs je leta 1873 sugeriral, da se ravnovesje doseže, ko Gibbsova prosta energija sistema doseže minimalno vrednost (ob predpostavki, da poteka reakcija pri konstantni temperaturi in konstantnem tlaku). Konstanta ravnovesja je s spremembo standardne Gibbsove proste energije reakcije povezana z  naslednjo enačbo:
{\displaystyle \Delta _{r}G^{\ominus }=-RT\ln K_{\mathrm {eq} }}
v kateri je R splošna plinska konstanta, T pa absolutna temperatura.
Če so reaktanti raztopljeni v mediju z visoko ionsko močjo, mora biti konstanten količnik njihovih koeficientov aktivnosti. V tem primeru je količnik koncentracij Kc enak:
{\displaystyle K_{\ce {c}}={\frac {[{\ce {S}}]^{\sigma }[{\ce {T}}]^{\tau }}{[{\ce {A}}]^{\alpha }[{\ce {B}}]^{\beta }}}}
[A], [B], [S] in [T] so koncentracije A, B, S in T in so neodvisne od njihovih analitskih koncentracij, zato se ravnovesne konstante za raztopine običajno določajo v medijih z visoko ionsko močjo. Kc se spreminja z ionsko močjo, temperaturo in tlakom (ali volumnom). Podobno je Kp za pline odvisna od delnih tlakov.